# Vashti Cunningham
Pour les articles homonymes, voir Cunningham.
Vashti Cunningham (née le 18 janvier 1998 à Las Vegas) est une athlète américaine, spécialiste du saut en hauteur.

## Biographie
Elle est la fille de Randall Cunningham, ancien joueur de football américain. Son frère, Randall Cunningham Junior, est également un sauteur en hauteur.

### Championne du monde en salle à 18 ans (2016)
Le 1er août 2015, elle égale le record du monde cadette en 1,96 m lors des Jeux panaméricains juniors à Edmonton. Le 6 février 2016, elle bat le record des États-Unis juniors en salle avec une barre à 1,95 m, devançant aux essais Chaunté Lowe.
Le 13 mars suivant, Cunningham remporte le championnat des États-Unis avec 1,99 m, améliorant la meilleure performance mondiale de l'année (1,98 m par Ruth Beitia et Akela Jones) et établissant à cette occasion un nouveau record du monde junior en salle. Elle améliore de deux centimètres la marque établie par Mariya Kuchina en 2011.
Le 20 mars 2016, Vashti Cunningham est sacrée championne du monde en salle lors des championnats du monde en salle de Portland avec 1,96 m, échouant à 1,99 m. Elle devient la plus jeune championne du monde du saut en hauteur, à l'âge de 18 ans seulement.
Le 30 avril, elle termine 2e ex-aecquo des Drake Relays avec 1,85 m, derrière Levern Spencer (1,95 m). Elle obtient sa qualification pour les Jeux olympiques de Rio en se classant 2e des sélections olympiques américaines (derrière Chaunté Lowe 2,01 m) avec un nouveau record personnel en plein air à 1,97 m. Elle se classe 13e de la finale des Jeux olympiques de Rio avec 1,88 m.
Le 23 juin 2017, elle remporte le titre national en réalisant 1,99 m, record personnel en plein air et record national junior. Elle échoue à 2,02 m, marque qui aurait été un record du monde juniors. Le 12 août, Cunningham termine à une décevante 10e place des championnats du monde de Londres avec 1,92 m.

### Vice-championne du monde en salle 2018
Le 18 février 2018, elle devient championne des États-Unis en salle à Albuquerque avec 1,97 m. Le 1er mars, aux championnats du monde en salle de Birmingham, Cunningham ne réitère par son titre mondial mais décroche tout de même la médaille d'argent avec un saut à 1,93 m, battue par la championne du monde Mariya Lasitskene (2,01 m).
Elle remporte la médaille de bronze des championnats du monde 2019 avec 2,00 m.

## Palmarès

### International
| Date | Compétition                        | Lieu           | Résultat | Marque |
| ---- | ---------------------------------- | -------------- | -------- | ------ |
| 2015 | Championnats panaméricains juniors | Edmonton       | 1re      | 1,96 m |
| 2016 | Championnats du monde en salle     | Portland       | 1re      | 1,96 m |
| 2016 | Jeux olympiques                    | Rio de Janeiro | 13e      | 1,88 m |
| 2017 | Championnats du monde              | Londres        | 10e      | 1,92 m |
| 2018 | Championnats du monde en salle     | Birmingham     | 2e       | 1,93 m |
| 2018 | Coupe du monde                     | Londres        | 1re      | 1,96 m |
| 2019 | Championnats du monde              | Doha           | 3e       | 2,00 m |
| 2021 | Jeux olympiques                    | Tokyo          | 6e       | 1,96 m |
| 2022 | Championnats NACAC                 | Freeport       | 1re      | 1,92 m |
| 2023 | Championnats du monde              | Budapest       | 11e      | 1,90 m |
| 2024 | Jeux olympiques                    | Paris          | 5e       | 1,95 m |

### National
- Championnats des États-Unis d'athlétisme
  - vainqueur du saut en hauteur en 2017, 2018, 2019, 2021, 2022 et 2023
- Championnats des États-Unis d'athlétisme en salle
  - vainqueur de 2016 à 2020, de 2022 à 2024

## Records
| Épreuve         | Épreuve   | Marque | Lieu                     | Date                           |
| --------------- | --------- | ------ | ------------------------ | ------------------------------ |
| Saut en hauteur | Plein air | 2,02 m | Chula Vista              | 29 mai 2021                    |
| Saut en hauteur | En salle  | 2,00 m | Fayetteville Albuquerque | 7 février 2021 17 février 2023 |

### Meilleures performances par année
Source : World Athletics
| Année | Temps  | Date            | Lieu        | Rang Mondial |
| ----- | ------ | --------------- | ----------- | ------------ |
| 2013  | 1,83 m | 27 avril 2013   | Las Vegas   | 173          |
| 2014  | 1,90 m | 17 mai 2014     | Palo Verde  | 43           |
| 2015  | 1,96 m | 1er août 2015   | Edmonton    | 12           |
| 2016  | 1,99 m | 12 mars 2016    | Portland    | 4            |
| 2017  | 1,99 m | 23 juin 2017    | Sacramento  | 5            |
| 2018  | 1,97 m | 18 février 2018 | Albuquerque | 8            |
| 2019  | 2,00 m | 30 juin 2019    | Stanford    | 6            |
| 2020  | 1,97 m | 15 février 2020 | Albuquerque | 6            |
| 2021  | 2,02 m | 29 mai 2021     | Chula Vista | 3            |
| 2022  | 1,98 m | 12 février 2022 | Louisville  | 6            |
| 2023  | 2,00 m | 17 février 2023 | Albuquerque | 3            |